# Novodinia americana
Novodinia americana is een zeester met vijftien tot twintig armen uit de familie Brisingidae.
De wetenschappelijke naam van de soort werd, als Brisinga americana, in 1880 gepubliceerd door Addison Emery Verrill. De beschrijving was gebaseerd op een exemplaar dat van een diepte van 175 vadem (320 meter) was opgehaald op het westelijk deel van de Banquereau Bank voor de kust van Nova Scotia. De soort werd in 1894 door de oorspronkelijke auteur in het geslacht Odinia (nu Novodinia, nomen novum) geplaatst.